# Phasmoneura exigua
Phasmoneura exigua is een libellensoort uit de familie van de Protoneuridae, onderorde juffers (Zygoptera).
De wetenschappelijke naam van de soort is voor het eerst geldig gepubliceerd in 1886 door Selys.